# Campionati europei di nuoto 1958
La IX edizione dei campionati europei di nuoto venne disputata a Budapest dal 31 agosto al 6 settembre 1958. La capitale magiara fu sede della rassegna continentale per la seconda volta, avendo già ospitato la prima edizione. Le gare si sono disputate all'Isola Margherita, nello Stadio del nuoto Alfréd Hajós.
Il programma della manifestazione crebbe a venti gare, grazie all'introduzione delle staffette miste. Crebbe anche la partecipazione di atleti, saliti a oltre 400 solo nel nuoto. Ad imporsi per la prima volta nella classifica della Coppa Europa fu la squadra dell'Unione Sovietica, vincitrice anche del medagliere complessivo; quella olandese ha vinto per la terza volta la Coppa Bredius. L'atleta più medagliato è stato Ian Black, scozzese di 17 anni, capace tra l'altro di vincere nello spazio di mezz'ora i 400 m stile libero e i 200 m delfino. Da notare la prima vittoria ai campionati di un nuotatore italiano, Paolo Pucci.

## Medagliere
| Posizione | Paese            |    |    |    | Totale |
| --------- | ---------------- | -- | -- | -- | ------ |
| 1         | Unione Sovietica | 5  | 6  | 5  | 16     |
| 2         | Regno Unito      | 5  | 4  | 4  | 13     |
| 3         | Paesi Bassi      | 5  | 3  | 0  | 8      |
| 4         | Ungheria         | 2  | 2  | 3  | 7      |
| 5         | Italia           | 1  | 2  | 2  | 5      |
| 6         | Svezia           | 1  | 0  | 2  | 3      |
| 7         | Francia          | 1  | 0  | 0  | 1      |
| 8         | Germania Ovest   | 0  | 1  | 2  | 3      |
| 9         | Cecoslovacchia   | 0  | 1  | 1  | 2      |
| 10        | Jugoslavia       | 0  | 1  | 0  | 1      |
| 11        | Germania Est     | 0  | 0  | 1  | 1      |
| Totale    | Totale           | 20 | 20 | 20 | 60     |

## Nuoto

### Uomini
| Evento               | Oro                                                                                  | Perform. | Argento                                                             | Perform. | Bronzo                                                               | Perform. |
| Stile libero         |                                                                                      |          |                                                                     |          |                                                                      |          |
| 100 m                | Paolo Pucci                                                                          | 56"3     | Viktor Polevoj                                                      | 56"9     | Gyula Dobay                                                          | 57"5     |
| 400 m                | Ian Black                                                                            | 4'31"3   | Boris Nikitin                                                       | 4'36"2   | Paolo Galletti                                                       | 4'38"1   |
| 1500 m               | Ian Black                                                                            | 18'05"8  | József Katona                                                       | 18'13"0  | Gennadij Androsov                                                    | 18'30"2  |
| Dorso                |                                                                                      |          |                                                                     |          |                                                                      |          |
| 100 m                | Robert Christophe                                                                    | 1'03"1   | Leonid Barbier                                                      | 1'03"9   | Wolfgang Wagner                                                      | 1'05"5   |
| Rana                 |                                                                                      |          |                                                                     |          |                                                                      |          |
| 200 m                | Leonid Kolešnikov                                                                    | 2'40"9   | Roberto Lazzari                                                     | 2'42"5   | Klaus Bodinger                                                       | 2'43"4   |
| Delfino              |                                                                                      |          |                                                                     |          |                                                                      |          |
| 200 m                | Ian Black                                                                            | 2'21"9   | Pavel Pazdírek                                                      | 2'22"6   | Graham Symonds                                                       | 2'25"8   |
| Staffette            |                                                                                      |          |                                                                     |          |                                                                      |          |
| 4x200 m stile libero | Unione Sovietica Gennadij Nikolaev Vladimir Strušanov Igor' Lužkovskij Boris Nikitin | 8'47"8   | Italia Federico Dennerlein Paolo Galletti Angelo Romani Paolo Pucci | 8'54"1   | Ungheria József Katona Imre Nyeki György Müller Gyula Dobay          | 8'55"9   |
| 4x100 m misti        | Unione Sovietica Leonid Barbier Vladimir Minaškin Vitalij Šenenkov Viktor Polevoj    | 4'16"5   | Ungheria László Magyar György Kunsagi György Tumpek Gyula Dobay     | 4'20"4   | Italia Gilberto Elsa Roberto Lazzari Federico Dennerlein Paolo Pucci | 4'21"9   |

### Donne
M = primato mondiale
| Evento               | Oro                                                                                        | Perform. | Argento                                                               | Perform. | Bronzo                                                                     | Perform. |
| Stile libero         |                                                                                            |          |                                                                       |          |                                                                            |          |
| 100 m                | Kate Jobson                                                                                | 1'04"7   | Cocki van Engelsdorp Gastelaars                                       | 1'05"0   | Judy Grinham                                                               | 1'05"4   |
| 400 m                | Jans Koster                                                                                | 5'02"6   | Corrie Schimmel                                                       | 5'02"6   | Nan Rae                                                                    | 5'05"7   |
| Dorso                |                                                                                            |          |                                                                       |          |                                                                            |          |
| 100 m                | Judy Grinham                                                                               | 1'12"6   | Margaret Edwards                                                      | 1'12"9   | Larisa Viktorova                                                           | 1'13"9   |
| Rana                 |                                                                                            |          |                                                                       |          |                                                                            |          |
| 200 m                | Ada den Haan                                                                               | 2'52"0   | Anita Lonsbrough                                                      | 2'53"5   | Wiltrud Urselmann                                                          | 2'53"8   |
| Delfino              |                                                                                            |          |                                                                       |          |                                                                            |          |
| 100 m                | Tineke Lagerberg                                                                           | 1'11"9   | Atie Voorbij                                                          | 1'12"2   | Marta Skupilová                                                            | 1'14"3   |
| Staffette            |                                                                                            |          |                                                                       |          |                                                                            |          |
| 4x100 m stile libero | Paesi Bassi Corrie Schimmel Tineke Lagerberg Greetje Kraan Cocki van Engelsdorp Gastelaars | 4'30"6   | Regno Unito Judy Grinham Elspeth Ferguson Judy Samuel Diana Wilkinson | 4'33"2   | Svezia Birgitta Eriksson Barbro Andersson Karin Larsson Kate Jobson        | 4'37"2   |
| 4x100 m misti        | Paesi Bassi Lenie de Nijs Ada den Haan Atie Voorbij Cocki van Engelsdorp Gastelaars        | 4'52"9 M | Unione Sovietica Larisa Viktorova Eve Maurer Galina Kamaeva Ulvi Voog | 4'54"2   | Regno Unito Judy Grinham Anita Lonsbrough Christine Gosden Diana Wilkinson | 4'54"3   |

## Tuffi

### Uomini
| Evento          | Oro           | Perform. | Argento         | Perform. | Bronzo       | Perform. |
| Trampolino 3m   | László Ujvári | 141.17   | Horst Rosenfeld | 139.77   | Roman Brener | 139.39   |
| Piattaforma 10m | Brian Phelps  | 144.01   | Michail Čačba   | 142.06   | Jenő Marton  | 133.59   |

### Donne
| Evento          | Oro             | Perform. | Argento             | Perform. | Bronzo           | Perform. |
| Trampolino 3m   | Ninel' Krutova  | 124.22   | Charmian Welsh      | 123.32   | Valentina Žedova | 122.75   |
| Piattaforma 10m | Alda Karaskaitė | 81.14    | Raisa Gorochovskaja | 80.93    | Birte Hanson     | 80.34    |

## Pallanuoto
| Evento          | Oro      | Argento    | Bronzo           |
| Torneo maschile | Ungheria | Jugoslavia | Unione Sovietica |

## Trofeo dei campionati
- Coppa Europa (maschile)

| Posizione | Paese            | Punti |
| 1         | Unione Sovietica | 135   |
| 2         | Ungheria         | 90    |
| 3         | Regno Unito      | 61    |
| 4         | Italia           | 60    |
| 5         | Germania Est     | 35    |
| 6         | Germania Ovest   | 20    |
| 7         | Jugoslavia       | 16    |
| 8         | Francia          | 14    |
| 9         | Cecoslovacchia   | 12    |
| 10        | Paesi Bassi      | 5     |

- Coppa Bredius (femminile)

| Posizione | Paese            | Punti |
| 1         | Paesi Bassi      | 123   |
| 2         | Regno Unito      | 82    |
| 3         | Unione Sovietica | 69    |
| 4         | Svezia           | 30    |
| 5         | Germania Est     | 19    |
| 6         | Germania Ovest   | 16    |
| 7         | Ungheria         | 7     |
| 8         | Cecoslovacchia   | 5     |
| 9         | Italia           | 1     |

## Galleria d'immagini

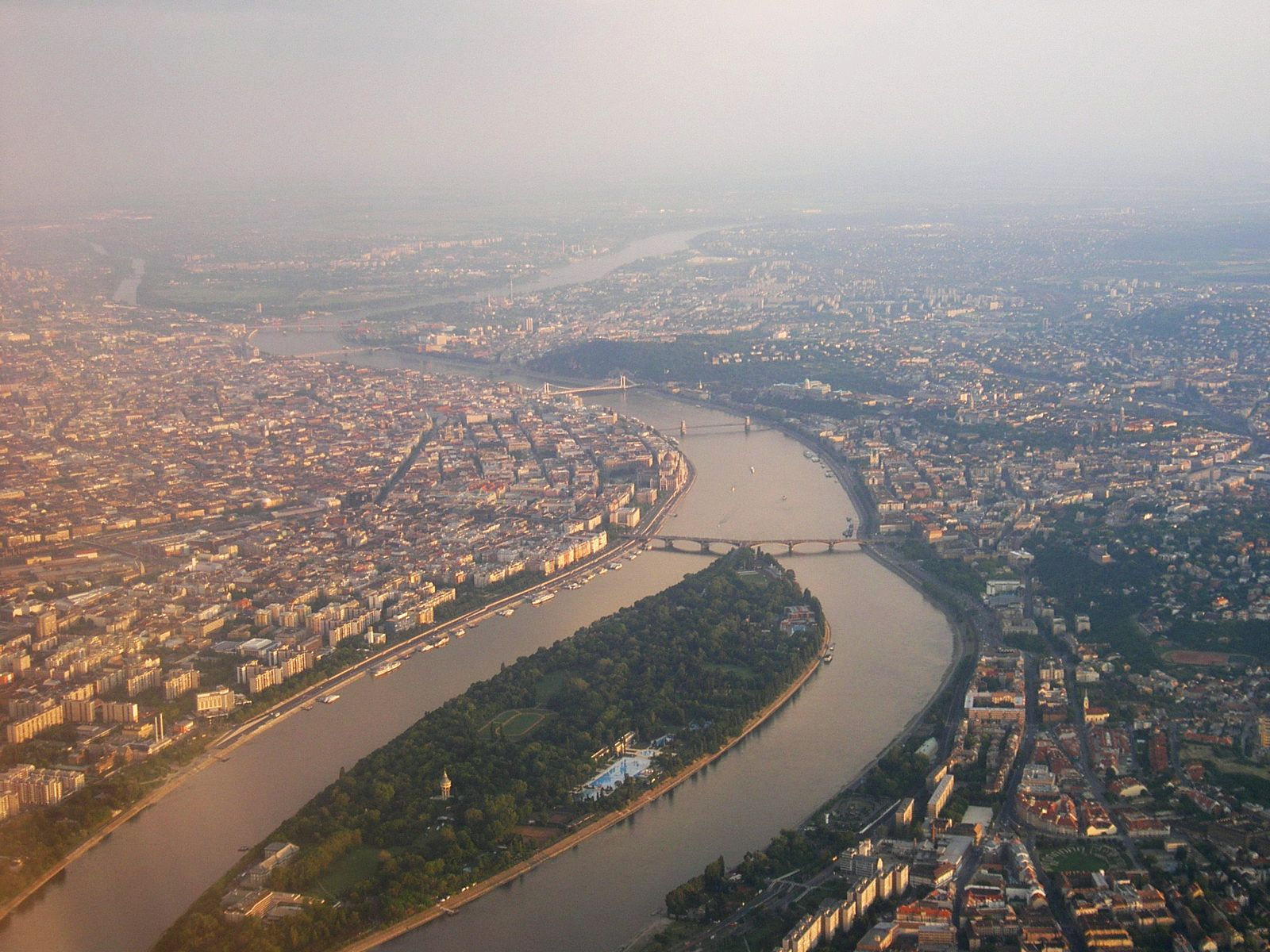
Vista di Budapest con la vista dell'Isola Margherita in primo piano
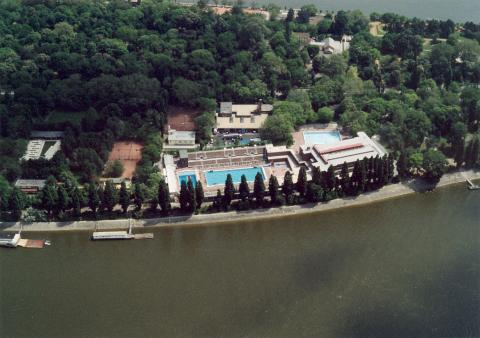
La piscina e gli alberi dell'isola
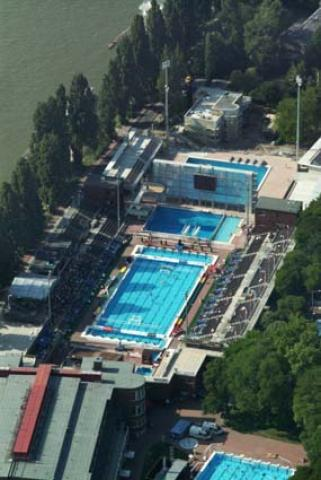
La piscina dell'impianto Hajós Alfréd